# Tephritis connexa
Tephritis connexa är en tvåvingeart som först beskrevs av Macquart 1835.  Tephritis connexa ingår i släktet Tephritis och familjen borrflugor. Inga underarter finns listade i Catalogue of Life.